# Pagani Zonda R
La Pagani Zonda R è una berlinetta prodotta dalla casa automobilistica italiana Pagani, non omologata per la circolazione stradale, ideata per l'utilizzo su pista.

## Presentazione
È stata presentata in anteprima al Salone dell'automobile di Ginevra del 2007 come modellino in scala e di cui era prevista una produzione limitata ad una sola decina di esemplari. Il modello definitivo viene presentato al Vienna Auto Show tenutosi nel mese di gennaio 2009.

## Caratteristiche tecniche

### Motore
La Zonda R monta un propulsore ancora più potente della precedente Zonda F, Horacio Pagani ha stipulato un accordo con il dipartimento sportivo della Mercedes-Benz, la AMG, per ottenere la fornitura del motore della Mercedes-Benz CLK GTR che la nuova Zonda R monta: un V12 da 6 litri M120, con lubrificazione a carter secco, da 750 CV (551 kW) a 7 500 g/min,  capace di 710 Nm di coppia, garantito per durare almeno 5000 km in pista. Il sistema di scarico è realizzato in inconel 625 rivestito in materiale ceramico per un'ottimale dissipazione del calore.

### Aerodinamica

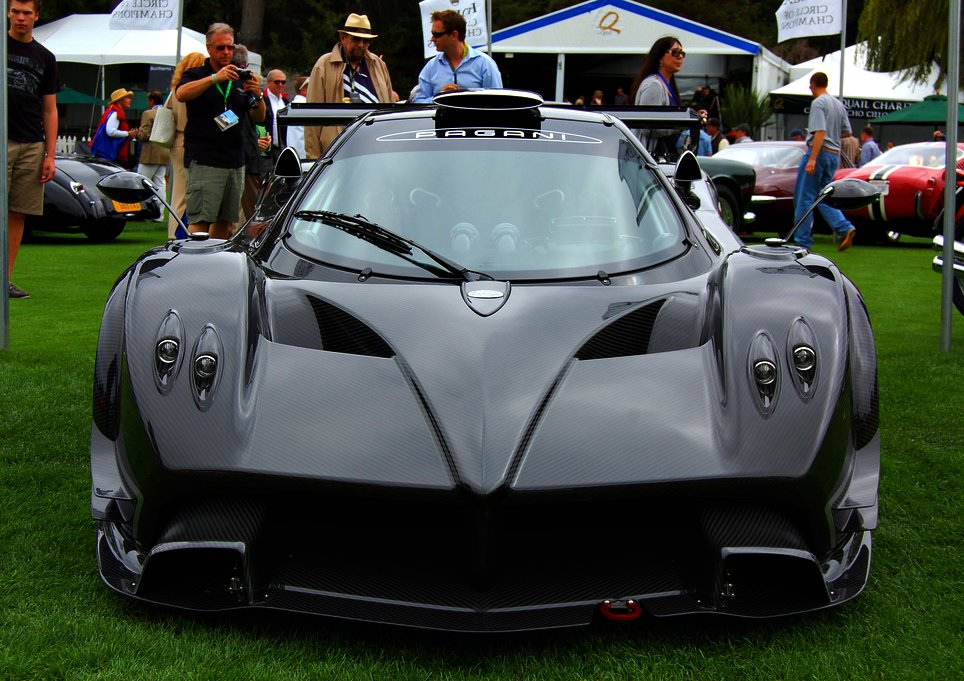
Dettaglio anteriore di una Zonda R

La nuova Zonda R nasce per avere ancora più potenza della vettura da strada da cui deriva, la Zonda F, dalla quale si distingue per altri aspetti: il passo è aumentato di 47 mm, le carreggiate sono più larghe di 50 mm e la lunghezza totale è aumentata di 394 mm.
Le sospensioni sono realizzate in avional e sono più leggere, il cambio è di tipo sequenziale trasversale sincronizzato, prodotto da X-trac, che consente cambi di marcia in 20 ms.
La monoscocca in carbonio, cui è ancorato il motore, e il telaio rispettano standard di sicurezza passiva e attiva più elevati; il profilo aerodinamico è rivisto e dotato di appendici (come l'alettone posteriore) per ottenere maggiore spinta verso il basso (carico aerodinamico).
La componente elettronica è curata da Bosch e il serbatoio aeronautico in gomma dispone di 4 pompe che aumentano la rapidità e l'efficienza del pescaggio.

### Equipaggiamento
Come sulle vetture da corsa, anche sulla Zonda R troviamo alcuni accorgimenti di impostazione sportiva:
- attacco serbatoio per il rifornimento rapido
- sistema di telemetria che consente di monitorare molti parametri di esercizio
- rollbar in tubo d'acciaio al Cr Mo, sedili monoscocca in carbonio Hans, cinture a 5 punti
- ruote forgiate in magnesio con dado centrale e martinetti pneumatici di sollevamento per consentire un rapido cambio gomme

## Record
La Pagani Zonda R ha ottenuto il record del vecchio circuito tedesco del Nürburgring nella categoria vetture derivate da un modello stradale, girando sul tracciato della Nordschleife con un tempo di 6'47" battendo così il precedente record della Ferrari 599XX di 6'58"..

## Scheda tecnica
| Caratteristiche tecniche - Pagani Zonda R                         | Caratteristiche tecniche - Pagani Zonda R | Caratteristiche tecniche - Pagani Zonda R | Caratteristiche tecniche - Pagani Zonda R | Caratteristiche tecniche - Pagani Zonda R | Caratteristiche tecniche - Pagani Zonda R |
| ----------------------------------------------------------------- | --- | --- | --- | --- | --- |
|                                                                   | | | | | |
| Configurazione                                                    | | | | | |
| Carrozzeria: Berlinetta                                           | Carrozzeria: Berlinetta | Posizione motore: longitudinale centrale | Posizione motore: longitudinale centrale | Trazione: posteriore | Trazione: posteriore |
| Dimensioni e pesi                                                 | | | | | |
| Ingombri (lungh.×largh.×alt. in mm): 4 886 × 2 014 × 1 141        | Ingombri (lungh.×largh.×alt. in mm): 4 886 × 2 014 × 1 141 | Ingombri (lungh.×largh.×alt. in mm): 4 886 × 2 014 × 1 141 | Ingombri (lungh.×largh.×alt. in mm): 4 886 × 2 014 × 1 141 | Diametro minimo sterzata: | Diametro minimo sterzata: |
| Interasse: 2 785 mm                                               | Interasse: 2 785 mm | Carreggiate: anteriore ? - posteriore ? mm | Carreggiate: anteriore ? - posteriore ? mm | Altezza minima da terra: | Altezza minima da terra: |
| Posti totali: 2                                                   | Posti totali: 2 | Bagagliaio: | Bagagliaio: | Serbatoio: | Serbatoio: |
| Masse                                                             | a vuoto: 1 070 kg | a vuoto: 1 070 kg | a vuoto: 1 070 kg | a vuoto: 1 070 kg | a vuoto: 1 070 kg |
| Meccanica                                                         | | | | | |
| Tipo motore: AMG/Mercedes Benz M120 V12 aspirato                  | Tipo motore: AMG/Mercedes Benz M120 V12 aspirato | Tipo motore: AMG/Mercedes Benz M120 V12 aspirato | Cilindrata: (Alesaggio × corsa: 80,2 × 89,0 mm) 5 987 cm³ | Cilindrata: (Alesaggio × corsa: 80,2 × 89,0 mm) 5 987 cm³ | Cilindrata: (Alesaggio × corsa: 80,2 × 89,0 mm) 5 987 cm³ |
| Distribuzione: Doppio albero a camme in testa, 4 valvole/cilindro | Distribuzione: Doppio albero a camme in testa, 4 valvole/cilindro | Distribuzione: Doppio albero a camme in testa, 4 valvole/cilindro | Alimentazione: iniezione sequenziale | Alimentazione: iniezione sequenziale | Alimentazione: iniezione sequenziale |
| Prestazioni motore                                                | Potenza: 750 CV a 7500 giri/minuto / Coppia: 710 Nm a 5700 giri/minuto | Potenza: 750 CV a 7500 giri/minuto / Coppia: 710 Nm a 5700 giri/minuto | Potenza: 750 CV a 7500 giri/minuto / Coppia: 710 Nm a 5700 giri/minuto | Potenza: 750 CV a 7500 giri/minuto / Coppia: 710 Nm a 5700 giri/minuto | Potenza: 750 CV a 7500 giri/minuto / Coppia: 710 Nm a 5700 giri/minuto |
| Accensione:                                                       | Accensione: | Accensione: | Impianto elettrico: Bosch | Impianto elettrico: Bosch | Impianto elettrico: Bosch |
| Frizione: frizione sinterizzata multidisco                        | Frizione: frizione sinterizzata multidisco | Frizione: frizione sinterizzata multidisco | Cambio: XTRAC 672 trasversale sequenziale in fusione di magnesio, a innesti frontali, con sistema di robotizzazione Automatic Engineering a 6 rapporti+retromarcia | Cambio: XTRAC 672 trasversale sequenziale in fusione di magnesio, a innesti frontali, con sistema di robotizzazione Automatic Engineering a 6 rapporti+retromarcia | Cambio: XTRAC 672 trasversale sequenziale in fusione di magnesio, a innesti frontali, con sistema di robotizzazione Automatic Engineering a 6 rapporti+retromarcia |
| Telaio                                                            | | | | | |
| Corpo vettura                                                     | monoscocca in carbotanio | monoscocca in carbotanio | monoscocca in carbotanio | monoscocca in carbotanio | monoscocca in carbotanio |
| Sospensioni                                                       | anteriori: ruote indipendenti a triangoli sovrapposti, bracci forgiati in avional, braccio superiore a bilanciere con molla elicoidale, ammortizzatore regolabile Ohlins, barra anti-rollio. / posteriori: ruote indipendenti a triangoli sovrapposti, bracci forgiati in avional, braccio superiore a bilanciere con molla elicoidale, ammortizzatore regolabile Ohlins, barra anti-rollio. | anteriori: ruote indipendenti a triangoli sovrapposti, bracci forgiati in avional, braccio superiore a bilanciere con molla elicoidale, ammortizzatore regolabile Ohlins, barra anti-rollio. / posteriori: ruote indipendenti a triangoli sovrapposti, bracci forgiati in avional, braccio superiore a bilanciere con molla elicoidale, ammortizzatore regolabile Ohlins, barra anti-rollio. | anteriori: ruote indipendenti a triangoli sovrapposti, bracci forgiati in avional, braccio superiore a bilanciere con molla elicoidale, ammortizzatore regolabile Ohlins, barra anti-rollio. / posteriori: ruote indipendenti a triangoli sovrapposti, bracci forgiati in avional, braccio superiore a bilanciere con molla elicoidale, ammortizzatore regolabile Ohlins, barra anti-rollio. | anteriori: ruote indipendenti a triangoli sovrapposti, bracci forgiati in avional, braccio superiore a bilanciere con molla elicoidale, ammortizzatore regolabile Ohlins, barra anti-rollio. / posteriori: ruote indipendenti a triangoli sovrapposti, bracci forgiati in avional, braccio superiore a bilanciere con molla elicoidale, ammortizzatore regolabile Ohlins, barra anti-rollio. | anteriori: ruote indipendenti a triangoli sovrapposti, bracci forgiati in avional, braccio superiore a bilanciere con molla elicoidale, ammortizzatore regolabile Ohlins, barra anti-rollio. / posteriori: ruote indipendenti a triangoli sovrapposti, bracci forgiati in avional, braccio superiore a bilanciere con molla elicoidale, ammortizzatore regolabile Ohlins, barra anti-rollio. |
| Freni                                                             | anteriori: dischi Brembo Ø380 mm × 34 mm carbo-ceramici, pinza monolitica 6 pistoncini / posteriori: dischi Brembo Ø380 mm × 34 mm carbo-ceramici, pinza monolitica 4 pistoncini | anteriori: dischi Brembo Ø380 mm × 34 mm carbo-ceramici, pinza monolitica 6 pistoncini / posteriori: dischi Brembo Ø380 mm × 34 mm carbo-ceramici, pinza monolitica 4 pistoncini | anteriori: dischi Brembo Ø380 mm × 34 mm carbo-ceramici, pinza monolitica 6 pistoncini / posteriori: dischi Brembo Ø380 mm × 34 mm carbo-ceramici, pinza monolitica 4 pistoncini | anteriori: dischi Brembo Ø380 mm × 34 mm carbo-ceramici, pinza monolitica 6 pistoncini / posteriori: dischi Brembo Ø380 mm × 34 mm carbo-ceramici, pinza monolitica 4 pistoncini | anteriori: dischi Brembo Ø380 mm × 34 mm carbo-ceramici, pinza monolitica 6 pistoncini / posteriori: dischi Brembo Ø380 mm × 34 mm carbo-ceramici, pinza monolitica 4 pistoncini |
| Pneumatici                                                        | Pirelli P Zero Zonda R; anteriori: 255/35-19 posteriori: 335/30-20 / Cerchi: APP in magnesio forgiato | Pirelli P Zero Zonda R; anteriori: 255/35-19 posteriori: 335/30-20 / Cerchi: APP in magnesio forgiato | Pirelli P Zero Zonda R; anteriori: 255/35-19 posteriori: 335/30-20 / Cerchi: APP in magnesio forgiato | Pirelli P Zero Zonda R; anteriori: 255/35-19 posteriori: 335/30-20 / Cerchi: APP in magnesio forgiato | Pirelli P Zero Zonda R; anteriori: 255/35-19 posteriori: 335/30-20 / Cerchi: APP in magnesio forgiato |
| Prestazioni dichiarate                                            | | | | | |
| Velocità: ~374,90 km/h                                            | Velocità: ~374,90 km/h | Velocità: ~374,90 km/h | Accelerazione: 0-100 km/h ~2,7 | Accelerazione: 0-100 km/h ~2,7 | Accelerazione: 0-100 km/h ~2,7 |
| Altro                                                             | | | | | |
| rapporto peso-potenza                                             | 1,43 kg/CV | 1,43 kg/CV | 1,43 kg/CV | 1,43 kg/CV | 1,43 kg/CV |
| Fonte dei dati:                                                   | | | | | |

## Versioni speciali

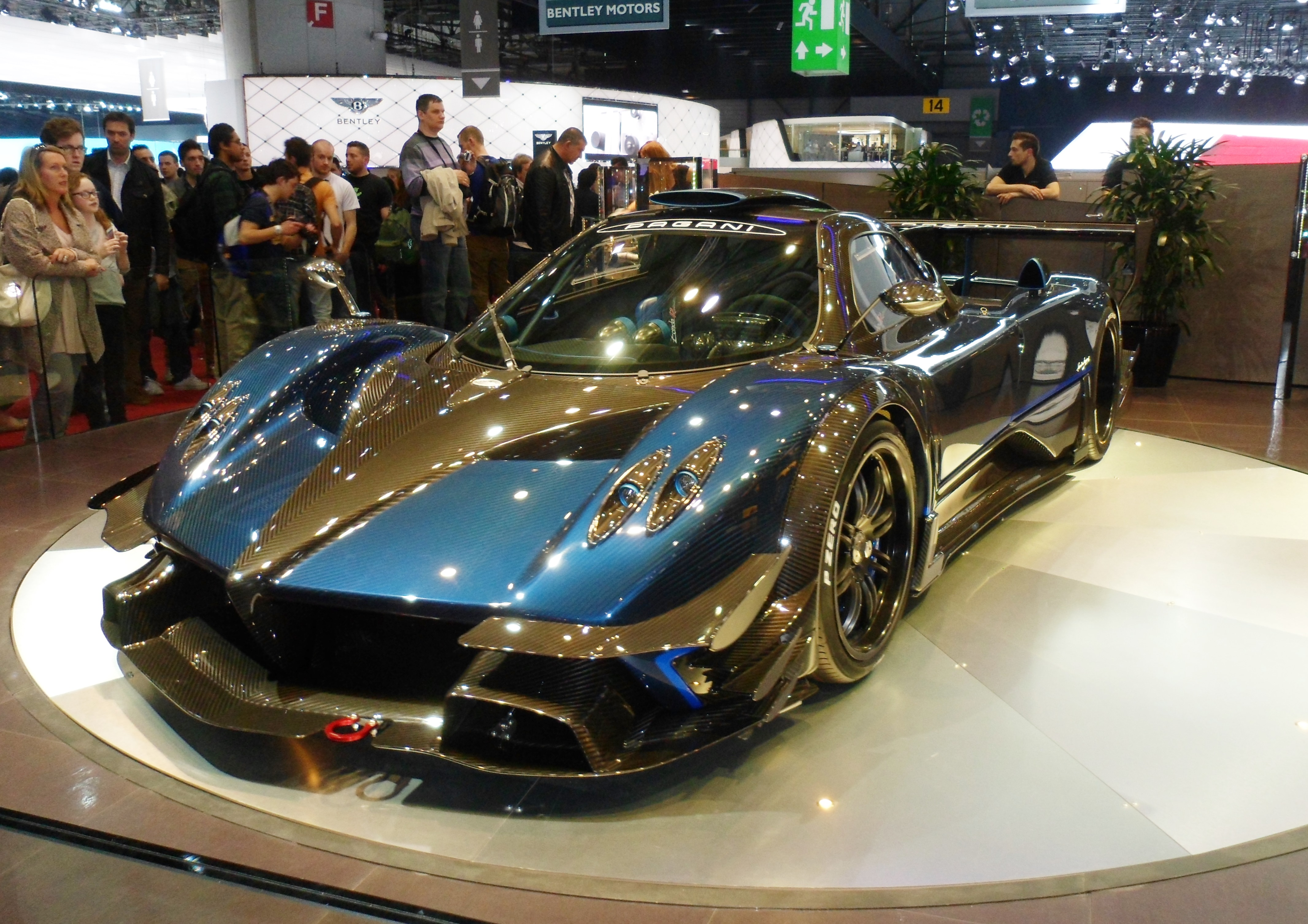
La Pagani Zonda Revolucion

### Zonda Revolución
Nel 2013, in occasione del 9º raduno internazionale Pagani, viene presentata una versione ancora più performante denominata Zonda Revolución, nome che indica la R evoluzione (in spagnolo R-evolución). Il motore sviluppa 800 CV di potenza massima, 730 Nm di coppia motrice e il tutto garantisce un rapporto peso/potenza di 1,34 kg/CV. Tale propulsore viene gestito da un cambio sequenziale. Il peso è sceso a 1070 kg grazie al nuovo monoscocca centrale è in carbo-titanio e l'auto adotta un sistema DRS sull'ala posteriore che può essere comandato dal pilota in qualsiasi momento sia in modalità automatica che manuale. L'impianto frenante è composto da freni a disco Brembo CCMR derivati dalle autovetture della Formula 1.